# Guillaume Cramoisan
Guillaume Cramoisan est un acteur français né le 24 août 1969 à Vernon (Eure).

## Biographie
Guillaume Cramoisan commence sa carrière au théâtre en 1992, dans La Dame aux camélias. La pièce d’Alexandre Dumas est alors mise en scène par Henri Lazarini, directeur du Théâtre La Mare au diable de Palaiseau.
Il joue cette pièce aux côtés de André Laignel, Michel Le Royer, qui le présente au comédien Jean Davy. Ce dernier, intéressé par son profil, lui propose un rôle dans Antigone de Sophocle.
Au printemps 1995, Cramoisan passe les auditions pour Lorenzaccio d’Alfred de Musset, à la demande de Jean Davy. Retenu, il intègre la troupe des Tréteaux de France, avec laquelle, il sillonnera les routes de France pendant quatre ans. Il incarnera Rodrigue dans Le Cid de Corneille, puis Clitandre dans Les Femmes savantes de Molière.
En 1995, Cramoisan créé également avec Laurent Madiot, et André Laignel la Troupe du Phénix, composée d’acteurs et de musiciens. Leur volonté est de désacraliser le théâtre afin de le rendre accessible à tous. Cet été-là, ils partent en tournée dans le sud de la France avec chevaux et roulottes. Ils jouent, par tous les temps, sur les places de village, Le Médecin malgré lui de Molière, organisant des parades pour attirer la foule. Au printemps 1997, ils sont rejoints par la metteuse en scène Anne Bourgeois et le musicien Fred Pallem.
Jusqu’en 2006, Cramoisan et sa troupe connaissent un succès grandissant. Ils montent La Double Inconstance de Marivaux, avec laquelle ils fontt leur première incursion dans les Théâtres parisiens, La Nuit des rois de William Shakespeare, Splendeur et mort de Joaquin Murieta de Pablo Neruda et Un et un Feydeau, qu’ils joueront au Théâtre 13.
C’est avec la comédie musicale Le Petit Monde de Georges Brassens, qu’ils rencontrent un grand succès. Reprise en 1998, la Troupe du Phénix se retrouve sur les scènes parisiennes du Café de la danse et du Théâtre de la Main d’or, en janvier 1999, suivie d’une tournée d’une vingtaine de dates. En juillet 2000, ils sont en Avignon. Michel Cadeau, séduit par le spectacle, décide de les produire à Paris. En mars et avril 2001, la Troupe du Phénix remplit Bobino. Jean-Claude Brialy, venu voir la pièce, souhaite lui aussi les accueillir. Cramoisan et sa troupe jouent ainsi au Festival de Ramatuelle au cours de l’été 2001 et sont à l’affiche des Bouffes-Parisiens de septembre 2001 jusqu’en janvier 2002. Ils enregistrent même un disque, et la captation du spectacle est éditée en vidéo et commercialisée. Ils poursuivent ensuite leur tournée en province mais également à l’étranger, au Danemark, en Allemagne, en Turquie, en Tunisie, …
En 2000, Cramoisan fait ses premiers pas en télévision avec un rôle récurrent dans la série PJ, sur France 2, qu’il quitte deux ans plus tard.
Il enchaîne les rôles en travaillant notamment sous la direction d’Alain Tasma dans Nuit noire 17 octobre 1961 et de Jean-Pierre Sinapi dans Les Beaux Jours. Il fait également une petite incursion au cinéma dans Pédale dure de Gabriel Aghion et Le Genre humain - Les Parisiens de Claude Lelouch.
En 2005, Cramoisan se retrouve au générique de la première saison de la série de Canal+, Engrenages. Puis, il incarne les rôles principaux de plusieurs sagas pour France 2, La Prophétie d'Avignon, et pour M6, Éternelle et L'Internat.
Pendant deux saisons, il tient le premier rôle de la série Profilage. Diffusée sur TF1, elle attire plus de sept millions de téléspectateurs. Il décide de quitter la série à la fin de la saison 2, parce que son personnage n'est pas appelé à évoluer.
Cramoisan a fait son retour à la télévision en septembre 2011 sur M6 dans Dix jours pour s'aimer. Il a ensuite joué dans Jusqu'au bout du monde diffusé sur France 2 et Dame de Carreau.
En septembre 2021, tout en reprenant un rôle récurrent dans la série Crime à... et en participant à un épisode de Crimes parfaits, il interprète le rôle principal de la série Les Invisibles sur France 2.

### Vie privée
Il vit en Ardèche, est marié et a deux fils nés en 2004 et 2008, tous deux atteints du syndrome de Gilles de la Tourette.

## Filmographie

### Cinéma
- 2004 : Le Genre humain - Les Parisiens de Claude Lelouch
- 2004 : Pédale dure de Gabriel Aghion

### Télévision
- 1999-2003 : PJ (de la saison 4 épisode 10 à la saison 8 épisode 7) de Gérard Vergez, Benoît d'Aubert, Christian François - rôle : Franck Lamougies
- 2003 : Alice Nevers, le juge est une femme "Mort d'une fille modèle" (saison 2 épisode 2) de Patrick Poubel - rôle : Roberto
- 2003 : Le Grand Patron "En quarantaine" (saison 1 épisode 10) de Christian Bonnet - rôle : Marco Bonetti
- 2003 : Péril imminent de Christian Bonnet - rôle : Fabrice Martens
- 2003 : Les Beaux Jours de Jean-Pierre Sinapi - rôle : Constant
- 2004 : Sauveur Giordano « L'erreur d'un soir » (saison 5 épisode 1) de Patrick Poubel - rôle : Paul Reynard
- 2004 : Nuit noire 17 octobre 1961 d'Alain Tasma
- 2005 : Navarro « L'âme en vrac » de Philippe Davin - rôle : Christophe Soutine
- 2005 : Par la grande porte de Laurent Jaoui - rôle : Simon
- 2005 : Engrenages (saison 1) de Philippe Triboit, Pascal Chaumeil - rôle : Benoît Faye
- 2005 : Alex Santana Le négociateur « La cible » de René Manzor - rôle : Éric Dantoni
- 2005 : Nuages de Alain Robillard - rôle : François
- 2005 : Femmes de loi « Promotion mortelle » (saison 6 épisode 1) d'Étienne Dahène - rôle : Bertrand
- 2006 : Le Réveillon des bonnes de Michel Hassan - rôle : Gaëtan
- 2006 : Premiers secours « Maux d'amour » de Didier Delaître - rôle : Vincent
- 2006 : Chat bleu, chat noir (saison 1 épisode 2) de Jean-Louis Lorenzi - rôle : Konrad
- 2006 : Valentine et Cie de Patrice Martineau - rôle : Grégoire de Peyrac
- 2006 : L'Affaire Pierre Chanal de Patrick Poubel - rôle : maréchal des logis Jeunet
- 2007 : Éternelle de Didier Delaître - rôle : Yann Voline
- 2007 : PJ « Jugement dernier » de Thierry Petit - rôle : Franck Lamougies
- 2007 : La Prophétie d'Avignon de David Delrieux - rôle : Olivier Royal
- 2008-2010 : Profilage (saisons 1 et 2) d'Éric Summer, Pascal Lahmani - rôle : Matthieu Pérac
- 2008 : Memento de Patrick Poubel
- 2008 : Mac Orlan de Patrick Poubel - rôle : Hugues Saint-Martin
- 2009 : L'Internat de Pascal Lahmani, Bruno Garcia, Christophe Douchamp - rôle : Victor Durier
- 2011 : Dix jours pour s'aimer de Christophe Douchand : Charles
- 2011 : Jusqu'au bout du monde de Gilles de Maistre
- 2012 : Boulevard du Palais (saison 14 épisode 3 et saison 15, épisodes 1,2,3) : Arnaud Barthélémy, vice-procureur de la République
- 2012 : Enquêtes réservées « La mort n'oublie personne » (saison 5 épisode 2): Pierre Bouvier
- 2012 : Dame de carreau d'Alexis Lecaye : Roland Liéport
- 2012 : Un crime oublié de Patrick Volson : Sylvain
- 2014 : Dame de cendres de Patrice Martineau : Roland Liéport
- 2015 : Camping Paradis (Saison 7, épisode 1) : Guillaume
- 2015 : Alice Nevers, le juge est une femme « D Day » (saison 13 épisode 7): David Millot
- 2015 : Le Family Show de Pascal Lahmani : Bastien Rioux
- 2016 : Mongeville, épisode Retour au palais : Richard Fioravanti
- 2016 : Profilage S7E1 (cameo)
- 2016 : Caïn, « Tout sur Lucie » (saison 4 épisode 3) : Stéphane chaumeil
- 2016 : Alliances rouge sang (ou J'ai épousé un meurtrier) de Marc Angelo : Paul
- 2017 : Nos chers voisins au ski : Manu, le cousin d'Alex
- 2017 : Péril blanc d'Alain Berliner : Thibault
- 2017 : Ce que vivent les roses de Frédéric Berthe : Alexandre Darsan
- 2017 : Nina « Forts comme la vie » (épisode 3 saison 3) : Antonin Cordelier
- 2018 : Crime dans le Luberon d'Éric Duret : Charles Jouanic
- 2018 : Cassandre « Mort blanche » (saison 3 épisode 2) : Sébastien Boisseau
- 2019 : La dernière vague de Rodolphe Tissot
- 2019 : Crime dans l'Hérault d'Éric Duret : Charles Jouanic
- 2019 : Commissaire Magellan, épisode 35 réalisé par Étienne Dhaene : Zacharie Dubreuil
- 2020 : Crime dans le Larzac (-Crime à Saint-Affrique) de Marwen Abdallah : Charles Jouanic
- 2020 : Crimes parfaits (épisode « Une étoile est morte ») : Michel Laville
- 2021 : Crime à Biot de Christophe Douchand : Charles Jouanic
- 2021- en cours : Les Invisibles de Chris Briant et Axelle Laffont : commandant Darius

## Théâtre
- 1992 : La Dame aux camélias d'Alexandre Dumas, mise en scène Henri Lazarini
- 1993 : Tel Père de Jean-Pierre Giraudoux, mise en scène Compagnie Jean Davy
- 1994 : Antigone de Sophocle, mise en scène Compagnie Jean Davy
- 1995 : Les Misérables de Victor Hugo, mise en scène Yves Coeslier
- 1995 : Le Médecin malgré lui de Molière, mise en scène Henri Lazarini
- 1995 : Le Médecin malgré lui de Molière, mise en scène François-Xavier Hoffmann
- 1996-1997 : Le Cid de Corneille, Tréteaux de France
- 1996 : Le petit monde de Georges Brassens, comédie musicale, mise en scène Troupe du Phénix
- 1996 : Lorenzaccio d'Alfred de Musset, Tréteaux de France
- 1997-1998 : La Double Inconstance de Marivaux, mise en scène Anne Bourgeois, Stéphanie Tesson, Troupe du Phénix, Théâtre Fontaine, Théâtre de la Main d'Or et tournée
- 1998-1999 : Le petit monde de Georges Brassens, comédie musicale, mise en scène Troupe du Phénix, Café de la Danse, théâtre de la Main d'Or et tournée
- 1998-1999 : Les Femmes savantes de Molière, Tréteaux de France
- 2000-2003 : Le petit monde de Georges Brassens, comédie musicale, mise en scène Troupe du Phénix, Théâtre des Bouffes-Parisiens, Bobino, Festival d'Avignon et tournée
- 2000 : La Nuit des rois de William Shakespeare, mise en scène Anne Bourgeois, Troupe du Phénix, tournée
- 2002 : Splendeur et mort de Joaquin Murieta de Pablo Neruda, mise en scène Anne Bourgeois, tournée
- 2004 : La Nuit des rois de William Shakespeare, mise en scène Anne Bourgeois, Théâtre 13
- 2006 : Un et un Feydeau de et mise en scène Élise Roche
- 2017: Le petit monde de Renaud, Alhambra Paris